# Précieux
Précieux este o comună în departamentul Loire din sud-estul Franței. În 2009 avea o populație de 1.033 de locuitori.

## Evoluția populației
| An        | 1975 | 1982 | 1990 | 1999 | 2006 | 2009  |
| --------- | ---- | ---- | ---- | ---- | ---- | ----- |
| Populație | 510  | 576  | 764  | 775  | 969  | 1.033 |